# Mân Quý phi
Mân Quý phi Từ Giai thị (chữ Hán: 玫貴妃徐佳氏; 1838 - 1890), là một phi tần của Thanh Văn Tông Hàm Phong Hoàng đế.

## Xuất thân
Mân Quý phi Từ Giai thị sinh ngày 5 tháng 8 (âm lịch), là con gái của Thành Ý (誠意) thuộc Chính Hoàng kỳ.
Căn cứ thói quen tuyển tú từ thời Gia Khánh, muốn tuyển tú thì phải ít nhất là từ Lãnh thôi (領催) trở lên mới đủ điều kiện. Mà Thành Ý vốn là Lãnh thôi, đã đạt được yêu cầu tối thiểu. Trước mắt tư liệu không khẳng định được Từ Giai thị là Nội Bát kỳ (Bao y) hay Ngoại Bát kỳ xuất thân, bản thân chức "Lãnh thôi" cũng tồn tại ở cả hai chế độ. Tuy vậy, dựa vào việc Từ Giai thị không có trong đợt tuyển tú thông thường mà làm phi tần, rất có khả năng bà là Cung nữ tấn phong, mà Cung nữ thì Từ Giai thị chỉ có thể xuất thân là Bao y. Cộng thêm cứ liệu Kỳ tịch ghi lại, Từ Giai thị như vậy là [Chính Hoàng kỳ Bao y 正黃旗包衣].
Trước mắt tư liệu gia thế của Từ Giai thị là không có. Nếu xét chuẩn xác bà là Nội vụ phủ Bao y, thì chức "Lãnh thôi" chỉ là một tiểu lại không có phẩm trật, tất nhiên gia đình dòng dõi quyền quý sẽ không thể có một nhân gia tử đệ nào phải nhận chức này được. Cho nên, Từ Giai thị rất có khả năng xuất thân cực kỳ bình thường, không khác người dân thường chứ đừng nói đến khả năng bà xuất thân con nhà quan lại nhỏ.

## Hậu cung
Căn cứ tư liệu hiện có, Từ Giai thị vào năm Hàm Phong thứ 3 (1853) sơ phong Mân Thường tại (玟常在). Vào thời điểm này không phải là thời điểm Bát Kỳ tuyển tú, nên đó là lý do vì sao có nhận định rằng Từ Giai thị là Bao y, từ Quan nữ tử tấn phong lên.
Theo tài liệu Hồng xưng thông dụng (鴻稱通用) của Nội vụ phủ, phong hiệu "Mân" có Mãn văn là 「Gehungge」, ý là "Quang huy", "Sáng ngời".
Năm Hàm Phong thứ 4 (1854), thăng lên Mân Quý nhân (玫貴人). Năm Hàm Phong thứ 5 (1855), ngày 24 tháng 4 (âm lịch), không rõ vì lý do gì mà Hàm Phong Đế giáng bà xuống lại tước vị Thường tại. Ngày 17 tháng 5 (âm lịch), lấy lý do Mân Thường tại thường hành hạ các Cung nữ và hay trêu đùa bỡn cợt với các Thái giám trong cung, Hàm Phong Đế lại giáng bà xuống làm Quan nữ tử (cũng gọi Cung nữ tử 宮女子).
Năm Hàm Phong thứ 6 (1856), ngày 25 tháng 5 (âm lịch), chiếu tấn Thường tại như cũ. Năm thứ 8 (1858), ngày 5 tháng 2 (âm lịch), giờ Sửu, bà hạ sinh Hoàng nhị tử, ngày hôm đó chết. Để an ủi bà, vào ngày 9 tháng 3 (âm lịch), Hàm Phong Đế phong bà lên làm Mân tần (玟嫔) trong cùng năm đó. Theo như sách văn phong Tần thì trước đó bà đã được phục vị Quý nhân. Ngày 24 tháng 12 (âm lịch), lấy Lễ bộ Thượng thư Chu Tôn (朱嶟) làm Chính sứ, Nội các Học sĩ Nghi Chấn (宜振) làm Phó sứ, tiến hành lễ tấn phong cho Mân tần.
Sách văn viết:
| “                              | 惟坤元翊治。还资襄赞之人。巽命扬休。用美柔嘉之德。芬流鸣瑀。典茂镌镠。尔玟贵人徐佳氏、敬慎持躬。谦冲蕴性。应四星而列耀。华选先膺。教九御以宣勤。芳型克树。是用晋封尔为玫嫔。申之册命。尔其含和履善。益昭雅度于珩璜。集祉延禧。永荷殊恩于纶綍。钦哉 . Duy khôn nguyên dực trị. Hoàn tư tương tán chi nhân. Tốn mệnh dương hưu. Dụng mỹ nhu gia chi đức. Phân lưu minh vũ. Điển mậu tuyên lưu. Nhĩ Mân Quý nhân Từ Giai thị, kính thận trì cung. Khiêm trùng uẩn tính. Ứng tứ tinh nhi liệt diệu. Hoa tuyển tiên ưng. Giáo cửu ngự dĩ tuyên cần. Phương hình khắc thụ. Thị dụng tấn phong nhĩ vi Mân tần. Thân chi sách mệnh. Nhĩ kỳ hàm hòa lí thiện. Ích chiêu nhã độ vu hành hoàng. Tập chỉ duyên hi. Vĩnh hà thù ân vu luân phất. Khâm tai. | ” |
| — Sách văn Mân tần Từ Giai thị | |   |

Năm Hàm Phong thứ 11 (1861), Hàm Phong Đế băng hà, Đồng Trị Đế nối ngôi. Ngày 10 tháng 10 (âm lịch) cùng năm, Tân Hoàng đế tấn tôn bà làm Mân phi (玫妃). Người con trai chết yểu của bà được truy phong tước Mẫn Quận vương (憫郡王).
Năm thứ 13 (1874), ngày 16 tháng 11 (âm lịch), phụng Từ An Hoàng thái hậu và Từ Hi Hoàng thái hậu ý chỉ, tấn tôn Từ Giai thị làm Mân Quý phi (玫貴妃).
Năm Quang Tự thứ 16 (1890), ngày 8 tháng 11 (âm lịch), Mân Quý phi qua đời khi 53 tuổi. Trang Tĩnh Hoàng quý phi qua đời sau bà 7 ngày. Năm Quang Tự thứ 19 (1894), ngày 18 tháng 4 (âm lịch), quan tài của 2 người cùng được chuyển đến an táng vào Phi viên tẩm của Định lăng (定陵), Thanh Đông lăng.

## Tương quan
Mân Quý phi Từ Giai thị ở năm Hàm Phong thứ 3, khi 16 tuổi được Hàm Phong Đế sủng hạnh mà từ Cung nữ trở thành tần phi, sau đó từ Thường tại lên Quý nhân, đối với xuất thân gần như là "trắng tay" của bà, rõ ràng bà đã có được sự yêu thích nhất định từ Hàm Phong Đế.
Trước đó 2 tháng, hậu cung đắc sủng Anh tần cùng Xuân Thường tại đều bị thất sủng mà giáng vị. Hậu cung khi ấy, ngoài Hiếu Trinh Hiển hoàng hậu, chỉ còn Vân tần, Lan Quý nhân, Lệ Quý nhân, Uyển Quý nhân, Y Quý nhân (tức Anh tần), Dung Thường tại cùng Minh Thường tại (tức Xuân Quý nhân). Trong vòng 1 tháng mà bị giáng chức hai lần liên tiếp, Từ Giai thị trở về thân phận Cung nữ tử. Cung nữ tử, cũng như Quan nữ tử, chính xác là Cung nữ theo chế độ thời Thanh. Cách giáng vị này của Hàm Phong Đế, cơ bản đã tước hết đặc ân hậu cung của Từ Giai thị, tuy nhiên bản thân bà vốn từng là hậu cung, nên sinh hoạt cũng khác với những người khác.
Về nguyên nhân hàng vị, chiếu dụ năm đó cụ thể như sau:
| “                                  | 昨因玟常在凌虐使女, 並伊與太監孫來福任意談笑，已將伊之位分被革，從重懲處，降為官女子。並將孫來福重責發遣矣。六宮規矩理宜嚴肅，嗣後若再有任性凌虐使女，與大監詼諧無所不至者，朕必照此辦理。若太監再有似此無規矩者，朕豈能尚如此輕辦，必即將太監正法。 . Trước Mân Thường tại lăng nhục Sử nữ, sau lại cùng Thái giám Tôn Lai Phúc tùy ý cười đùa, đem phân vị của thị cắt giảm, từ trọng hình phạt, giáng làm Quan nữ tử. Cũng đem chức vụ của Tôn Lai Phúc biếm đi. Lục cung quy củ lý nghi nghiêm túc. Về sau nếu có tùy hứng lăng nhục Sử nữ, cùng Thái giám trò chuyện đàm tiếu, Trẫm sẽ chiếu lệ này mà xử lý. Nếu Thái giám lại phạm chuyện này, Trẫm há có thể khoan thứ phạt nhẹ, lập tức xử tử. | ” |
| — Chiếu dụ giáng vị Mân Thường tại | |   |

Trong chiếu dụ Hàm Phong Đế có nói đến "Hành hạ cung nữ" và "Thân mật với Thái giám", đây đều là phạm vào đại kị của hậu cung. Cung đình nhà Thanh nổi tiếng nghiêm ngặt, từng có rất nhiều chỉ dụ cấm Thái giám tụ họp tán gẫu, ai phạm vào đều bị tội nặng, do đó có thể hình dung rằng Tần phi mà thân mật với Thái giám thì sẽ bị khiển trách dữ dội thế nào. Bên cạnh đó, Cung nữ thời Thanh, tốt xấu gì cũng là Bao y thuộc Nội vụ phủ, đều là Thượng tam kỳ Bao y, tuy phạm lỗi thì có thể trừng phạt, nhưng hậu cung tần phi không thể tùy tiện đánh chết hay tàn hại quá mức, ví dụ Đôn phi thời Càn Long vì đánh chết cung nữ mà bị giáng vị.
Sau khi giáng vị, rất nhanh sau đó Từ Giai thị lại trở về vị trí Thường tại, rồi liên tiếp được sủng hạnh, có thể sinh ra Hoàng tử, đạt được vị phân Tần, thì có thể nhìn ra từ đó Từ Giai thị đã khôn khéo hơn, đạt được sự yêu thích của Hàm Phong Đế. Sau đó, Từ Giai thị sống yên ổn đến tận thời Quang Tự, đạt được vị trí Quý phi, đối với một người không có gia thế lại không có con cái, thì đãi ngộ này của Từ Giai thị quả thật là không nhiều trong hậu cung nhà Thanh.